# La Selle-en-Luitré
Selle-en-Luitré (bret. Kell-Loezherieg) – miejscowość i gmina we Francji, w regionie Bretania, w departamencie Ille-et-Vilaine.
Według danych na rok 1990 gminę zamieszkiwało 385 osób, a gęstość zaludnienia wynosiła 53 osoby/km² (wśród 1269 gmin Bretanii Selle-en-Luitré plasuje się na 897. miejscu pod względem liczby ludności, natomiast pod względem powierzchni na miejscu 939.).